# En kvinnas ansikte (1941)
En kvinnas ansikte är en amerikansk film från 1941 i regi av George Cukor. Filmen bygger på en pjäs av Francis de Croisset, och historien hade redan filmats 1938 i Sverige med samma titel, En kvinnas ansikte.

## Rollista
- Joan Crawford - Anna Holm
- Melvyn Douglas - Gustaf Segert
- Conrad Veidt - Torsten Barring
- Osa Massen - Vera Segert
- Reginald Owen - Bernard Dalvik
- Albert Bassermann - Magnus Barring
- Marjorie Main - Emma Kristiansdotter
- Donald Meek - Herman
- Connie Gilchrist - Christina Dalvik
- Richard Nichols - Lars-Erik
- Charles Quigley - Eric
- Gwili Andre - Gusta
- Clifford Brooke - Wickman
- George Zucco - försvarsadvokat
- Henry Kolker - domare
- Robert Warwick - biträdande domare
- Gilbert Emery - biträdande domare
- Henry Daniell - åklagare